# Сариса

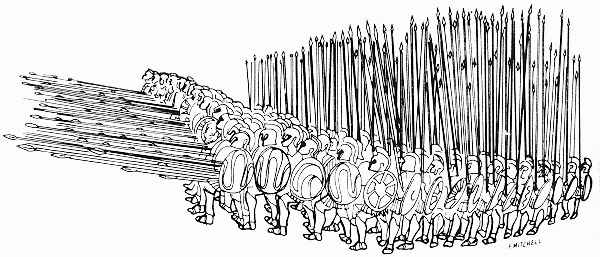
Македонська фаланга

Са́риса (дав.-гр. σάρισα, σάρισσα, лат. sarissa) — довгий ударний спис, піка. Вперше набула поширення у Македонії за часів Філіпа, батька Олександра Македонського. Саме слово типово македонське і, як вважають деякі дослідники, спочатку позначало древко списа. Античні автори римської епохи вживали терміни σάρισσα, sarissa щодо різних типів македонських списів, не лише для довгої піки. Так, Курцій в епізоді поєдинку грека з македонцем називає сарисою метальний спис, а в Арріана Александр вбив Кліта сарисою, вихопленою в охоронця, а потім у відчаї хотів заподіяти собі смерть, вперши сарису в стіну.
Сариса вселяла повагу античним авторам, проте, окрім відомостей, повідомлених Полібієм, не існує повного опису цього знаряддя македонської фаланги, хоча з її конструкції та методами використання захищено чимало наукових дисертацій. Полібій повідомляє:

«Довжина піки згідно з початковим задумом 16 ліктів (1 лікоть = 45 см), однак пристосована до користування — 14 ліктів, з яких ми повинні відняти відстань між руками солдата, а також обтяжену частину піки [ після рук], яка необхідна для утримання — 4 лікті всього. Очевидно, що піка повинна виступати на 10 ліктів від тіла кожного гопліта, коли він наступає на ворога, затиснувши піку обома руками.»

Античні автори різняться в довжині сарис. Еліан Тактик та Полієн підтверджують довжину в 14 — 16 ліктів (6,3 — 7,2 м), в той час, як інші (Asclep., Arr.) повідомляють про довжину від 10 до 12 ліктів (4,5 — 5,4 м). Можливо, на що є вказівка Еліана, довжина сариси змінювалася залежно від ряду у фаланзі; перший в ряду ніс найкоротшу піку. Всі ці автори описують сарису II століття до н. е.., довжина ж сариси при Олександрі Великому була, як вважають за античними зображеннями, близько 3,6 м. Навряд чи Олександр віддав би наказ розсовувати високі хліба сарисами, будь вони 6 м в довжину.
Конструкція такого довгого списа залишається загадкою. У письмових джерелах немає відомостей про те, що сариса складалася з двох частин. Думати так дозволяють археологічні знахідки металевих втулок, але в такому випадку міцність піки викликає сумнів. Реконструкція піки з довжиною в 6 м показує сильний прогин її під вагою наконечника, так що складна піка могла розвалитися навіть від сильного пориву вітру.
Древко сариси виготовляли з кизилу. В археологічному музеї Салонік зберігаються металеві частини списа, знайденого в царському склепі у Вергіні: листоподібний наконечник, підтік (задній упор) та центральна втулка. Деякі археологи вважають, що це складові частини сариси. Діаметр древка цієї сариси становив близько 3,2 см по всій довжині, а маса всієї піки до 6,8 кг. Підтік має гострий шип, який міг поранити своїх же солдатів у щільній фаланзі, і його призначення не зовсім ясне. Вважається, що шип потрібен для утикання пік в землю. На багатьох зображеннях кавалерійських списів (ксистонів) тієї епохи видно такий підтік, і він призначався для ведення бою в разі поломки списа (див. Гетайри).

## Сариса в античній літературі
Полієн розповідає анекдот у своїх «Стратегмах», що відносять до рейду у Македонію спартанського полководця Клеоніма та епірського царя Пірра в 270-х р. до н. е..:

«При облозі Едеси, коли пролом був зроблений в стіні, списники з піками в 16 ліктів в довжину вийшли проти обложників. Клеонім поглибив свою фалангу та наказав першому ряду не застосовувати зброю, а швидко захопити ворожі піки і тримати. Солдати наступного ряду повинні були негайно виступити та зблизитися з супротивником. Коли піки захопили подібним чином, то противник спробував відступати; але солдати другого ряду кинулися вперед та взяли їх у полон, або вбили. Внаслідок такого прийому Клеоніма довга та грізна сариса зробилась марною, і стала швидше тягарем, ніж небезпечною зброєю.»

Звичайно, тут спартанці мали справу не з македонською фалангою. Силу фаланги в битві римлян проти македонського війська в 168 до н. е.. описує Плутарх:
«Македонці в перших лініях встигли встромити вістря своїх сарисса в щити римлян і, таким чином, зробилися недосяжні для їх мечів… Римляни намагалися мечами відбитися від сарис, або пригнути їх до землі щитами, або відштовхнути вбік, схопивши голими руками, а македоняни, ще міцніше стиснувши свої списи, наскрізь пронизували нападників, — ані щити, ані панцири не могли захистити від удару сарисами.»